# فوتبال در سودان
همانند بسیاری از کشورها، در سودان واقع در شرق آفریقا هم فوتبال پرطرفدارترین ورزش است. ورزش فوتبال در این کشور توسط اتحادیه فوتبال سودان اداره می‌شود. این اتحادیه مدیریت تیم ملی فوتبال سودان و همچنین لیگ برتر را بر عهده دارد. اتحادیه فوتبال سودان که در سال ۱۹۴۶ تأسیس شد و در ۱۹۴۸ به فیفا پیوست، یکی از اعضای مؤسس کنفدراسیون فوتبال آفریقا بود و همچنان عضو این کنفدراسیون است.